# スパルタ・シープドッグ
スパルタ・シープドッグ（英：Sparta Sheepdog）とは、ギリシャ原産の家畜護身用の犬種である。グリーク・シープドッグの小型版犬種で、別名でスパルティアテ（英：Spartiate）とも呼ばれる希少種である。

## 歴史
17世紀頃にグリーク・シープドッグをより機敏な犬種を作るために小型化し、現地の小型のシープハーダータイプの犬を交配させて作出された。これにより俊足な犬種となったが、フルサイズのものよりも荒々しい性質が露出してしまうという結果も招いた。そのためほとんどショードッグとして使われる事は無いが、羊を外敵から守るのに最適な犬種になったため、現在も羊を守るのに使われている。しかし、年々頭数が減少し、希少化してしまったため絶滅が心配されている。

## 特徴
断耳の仕方と丸太を首に提げる事などはグリーク・シープドッグと同じだが、より小型で軽量でマズルが長く、走るのが速い。性格は主人に忠実で冷静だが、防衛本能や縄張り意識が強く、ひとたび羊に危機が迫るとかなり獰猛になり、「スパルタ」の犬種名がよく似合った性格であるといわれている（注；犬種名は地名に由来している）。

## 参考
『デズモンド・モリスの犬種事典』（誠文堂新光社）デズモンド・モリス著書、福山英也、大木卓訳 誠文堂新光社、2007年